# Astragalus dianthus
Astragalus dianthus är en ärtväxtart som beskrevs av Aleksandr Andrejevitj Bunge. Astragalus dianthus ingår i släktet vedlar, och familjen ärtväxter. Inga underarter finns listade i Catalogue of Life.